# 대한민국의 입양
대한민국의 입양제도, 특히 역사적으로 낮은 국내 입양률은 대한민국의 주요의제였기에, 수 년에 걸쳐 새로운 정책들이 채택되었다. 대한민국은 1953년 한국전쟁이 종결된 이후, 국제 입양제도를 시작했다. 이후 몇십 년 동안 국제 입양률이 충분히 증가함에 따라, 대한민국은 국내 입양을 장려하고 국제 입양을 줄이기 위해 노력하였다. 대한민국에서 매년 많은 수의 입양아들이 발생하는 현상은 다양한 요인들에 의해 발생한다. 예를 들면, 부족한 미혼모 지원체계와 사회적 낙인 효과는 이러한 현상에 크게 기여한 요인들이다. 따라서 미혼모들을 지원하고 사회적인 낙인에 대항하기 위해 여러 조직들이 설립되었다. 시대가 바뀜에 따라 입양 정책에도 변화가 발생했다. 2011년에 통과된 입양특례법은 국내 입양을 촉진하기 위한 목적으로 제정되었다. 그러나 이 개정안이 시행된 이후, 유기아동들이 더욱 오히려 증가하는 예상치 못했던 결과가 발생했다.

## 입양 관행의 역사
한국전쟁(1950-1953) 이후 난민 아동의 수가 증가했다. 1954년 한국의 입양제도는 아동보육시설의 창설에 따라 공식적으로 시작되었다. 정부는 국내 입양을 늘리기 위해 1976년에 입양 및 위탁 양육을 위한 5개년 계획을 수립했다. 그러나 이 계획은 불과 9년만에 대한민국의 국제 입양률이 오히려 최고치를 도달하는 등 효과적이지 못했다. 구체적으로, 한국은 1985년에 8,837명의 아동을 해외로 보내면서 국제 입양률의 최고치에 도달한 후 해외입양률의 조절 실패에 대한 비판을 받았다. 1989년 한국은 결국 국제 입양제도를 일정 부분 중단하고 국내 입양을 유지하기 위한 새로운 정책을 시행했다. 이 과정에서 당분간 혼혈아와 장애아에 한하여 국제입양을 허용하는 것을 목표로 하였다. 이후 2007년에는 국내 입양을 늘리기 위한 새로운 정책이 도입되었다. 이 정책은 아이가 입양된 후 5개월 동안만 국내 입양을 허용함으로써 국내 입양을 우선시하는 정책이었다.

## 입양특례법과 영향
2011년 한국에서는 '입양특례법'으로 알려진 입양법이 개정되었으며, 2012년 8월부터 그 입양특례법이 공식적으로 시행되었다. 당해 법률은 국내입양률은 늘리고 해외입양률은 줄이는 것을 목적으로 하고, 입양 절차에 관한 일부 규정을 변경했다. 우선 이번 개정안에는 친부모와 관련된 세 가지 새로운 규정이 포함됐다. 첫째, 친부모가 입양에 동의하려면 출산 후 7일의 대기 기간이 필요하다. 둘째, 친부모가 아이를 키우는 경우, 이용 가능한 자원(예: 재산상황 등)에 대해 알리는 것이 의무화되었다. 이것은 친부모에게 재고를 촉구하고 입양을 완전히 단념시키려는 의도였다. 마지막으로, 친부모의 세번째 요건은 입양을 위해 가정법원에 출두할 의무이다. 가정 법원의 승인을 받는다는 것은 곧 입양과 입양아동의 친부모가 공적으로 기록된다는 것을 의미한다.
한편, 친부모에 대한 입양특례법의 효력과는 별개로 양부모에 관한 새로운 규정이 생겼다. 이 법이 시행된 후 양부모는 아동 학대, 약물 남용, 가정 폭력 및 아동에게 유해한 가정이라고 볼 수 있는 모든 범죄 활동 이력에 대해 검사를 받아야 한다. 입양 과정 중 어느 시점에서든 이러한 특성이 드러나면 입양이 취소될 수 있다.
입양된 아이들에게는 더 많은 지원이 이루어지게 되었다. 입양특례법을 통해 중앙입양원이 탄생했다. 중앙입양원은 친부모가 자신에 대한 개인 정보 공개에 동의한 경우 입양된 자녀가 나중에 접근할 수 있도록 친부모의 데이터를 추적한다. 입양아동은 친부모에 대한 정보에 접근할 수 없더라도 입양과 관련된 정보에 접근할 수 있다. 의료 목적 등 특수한 경우에는 입양아동이 필요한 정보를 받는 데 친부모의 동의가 필요하지 않다.

### 입양특례법에 따른 국내입양·유기 실태
국내입양을 늘리고 해외입양, 아동유기 등을 줄이자는 취지로 입양특례법이 통과됐지만 기대만큼의 성과는 거두지 못했다. 개정 후 국외입양 대비 국내입양의 비율은 증가하였지만 전체적으로는 감소하였다. 이것은 더 많은 아이들이 부모에게 입양되는 대신 버려지는 결과이다. 입양특례법이 통과되기 전인 2010년 한국에는 191명의 아동이 버려졌으나, 수정안이 발효된 2012년에는 버려지는 아동의 수가 235명으로 증가했다.

## 미혼모와 육아
미혼 부모는 매년 많은 수의 아동이 입양되는 주 원인이다. 2012년 입양통계에 따르면 미혼모가 입양아동의 약 92.8%를 출산했다. 미혼 생모를 둔 입양 아동의 수가 많은 이유는 여러 가지 이유로 설명할 수 있다. 우선, 한국의 사회적 낙인문화는 미혼모가 자녀를 키우는 것을 단념시킨다. 이것은 입양특례법과 관련된 문제의 일부이기도 하였다. 왜냐하면 입양은 공적인 정부 기록에 등록되어야 하기 때문에 일부 어머니들은 입양이 공공기록의 일부가 되는 것을 꺼리기 때문이다. 또한 미혼모에 대한 정부 지원은 2003년까지 제공되지 않았다. 정부 지원이 시작된 후에도 할당된 자금은 한 달에 5만원에 불과했다. 2009년에서야 월 수당이 월 10만원 수준으로 인상되었다. 그 뿐만 아니라, 충분한 보육지원대책의 부족은 미혼모가 입양을 위해 자녀를 포기하는 이러한 악순환에 기여했다. 충분한 보육지원이 없으면, 어머니의 정규직 취업 기회를 방해하여 정식 정규직 직원에게만 제공되는 적절한 복지 기회를 차단한다. 1990년에, 도움이 필요한 아동 중 고작 9% 미만을 돌볼 수 있는 수준밖에는 보육원이 충분하지 않았기에 개혁의 필요성이 대두되었다. 따라서 1995년에서 1997년 사이에 한국은 새로운 시설을 건설하기 위해 돈을 투자했지만, 보육시설의 수요 증가량에는 미치지 못했다. 2012년 초에 정부는 부모의 소득에 관계없이 필요한 모든 사람에게, 특히 2세 미만의 어린이에게 보육 서비스를 제공하기 시작할 것이라고 밝혔다. 그러나 당해 연말까지 이 보육 서비스 계획은 높은 비용으로 인하여 제대로 시행되지 못하였다.

### 미혼모 지원단체
한국에서 미혼모의 권리를 지원하기 위한 단체들이 등장했다. 다음은 몇 가지 주요 에시이다.
- 대한미혼모가족협회(KUMFA)
- 한국 미혼모 지원 네트워크
- 진실과 화해를 위한 한국입양공동체(TRACK)
- 한국입양인연대[5]

## 같이 보기
- 한국 아동의 국제 입양